# 사티리콘 (영화)
《사티리콘》(Satyricon, The Degenerates)은 프랑스에서 제작된 페데리코 펠리니 감독의 1969년 드라마 영화이다. 마틴 포터 등이 주연으로 출연하였고 알베르토 그리말디 등이 제작에 참여하였다.

## 출연

### 주연
- 마틴 포터
- 히램 켈러

### 조연
- 맥스 본
- 살보 란도네
- 마리오 로마그놀리
- 마갈리 노엘

## 기타
- 의상: 다닐로 도나티
- 배역: 엔조 프로벤자레